# Badeschiff
 (mai 2012).
Si vous disposez d'ouvrages ou d'articles de référence ou si vous connaissez des sites web de qualité traitant du thème abordé ici, merci de compléter l'article en donnant les références utiles à sa vérifiabilité et en les liant à la section « Notes et références ».
La Badeschiff est une piscine flottante située à Berlin, sur le fleuve Spree. 
Ouverte depuis 2004, elle permet aux utilisateurs de se baigner dans un bassin propre. 

## Histoire
Susanne Lorenz, son créateur, souhaitait redynamiser cette portion de fleuve, en y installant une piscine inédite, qui se découvre totalement en été, et arbore une couverture à effets lumineux en hiver. Le soir, un DJ vient parfois mettre l'ambiance.

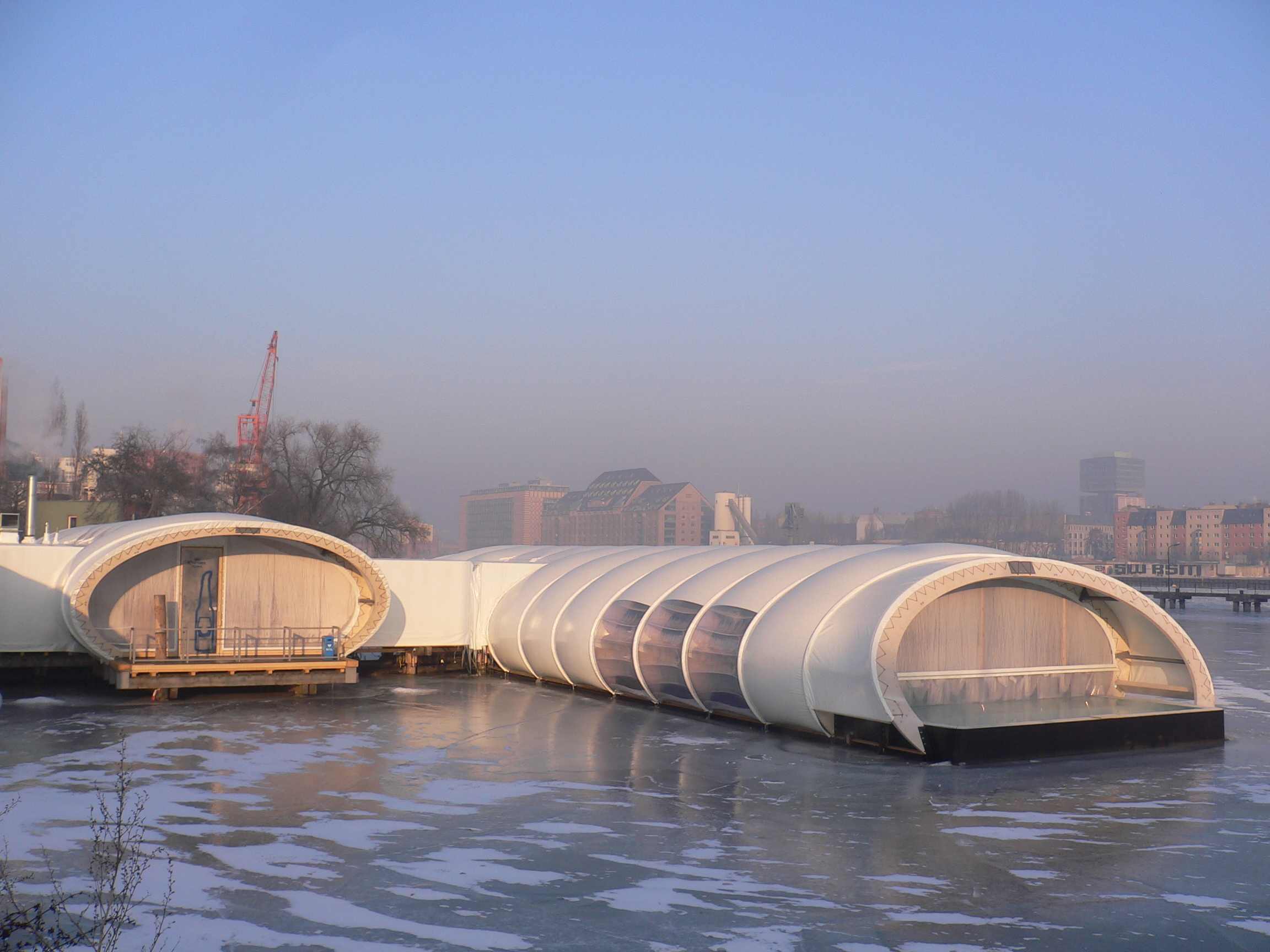
Par temps froid, une enveloppe protège la piscine

Totalement découverte aux beaux jours, elle se revêt d'une enveloppe translucide en hiver, laissant briller les lumières colorées de l'intérieur. Le complexe se compose de trois plateformes. La plus éloignée de la rive est le bassin, alors que les deux premiers servent de solarium en été, de sauna et d'espace de relaxation en hiver. 
Le complexe qui était 100% naturiste l'hiver est maintenant fermé pendant cette période et n'ouvre qu'entre le printemps et la fin de l'été.